# بی‌وای‌دی تانگ
بی‌وای‌دی تانگ یک خودروی اتصال برقی دوگانه‌سوز اس‌یووی توسعه یافته توسط بی‌وای‌دی است. این خودرو ۱۸٫۴ کیلووات ساعت باتری لیتیم آهن فسفات دارد. نام تانگ از دودمان تانگ گرفته شده‌است. تانگ در نمایشگاه خودروی پکن سال ۲۰۱۴ معرفی شد.

## نگارخانه

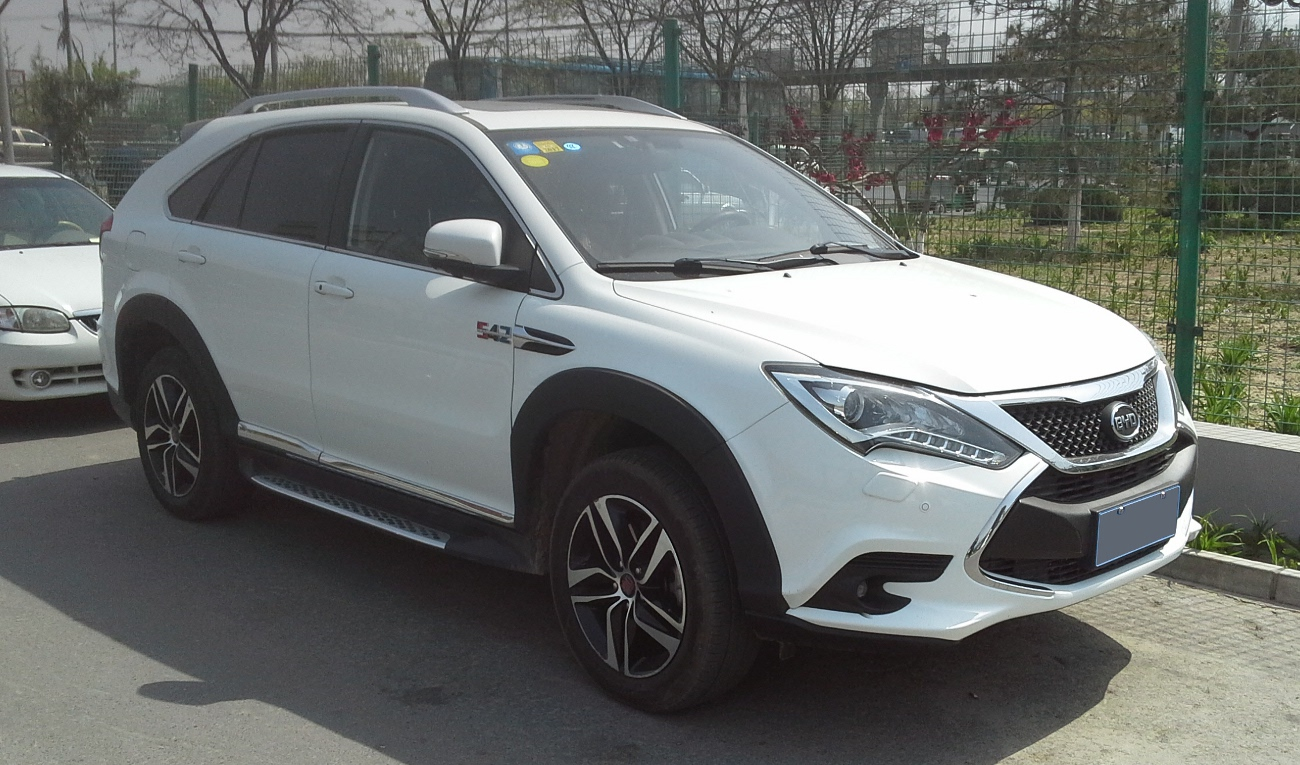
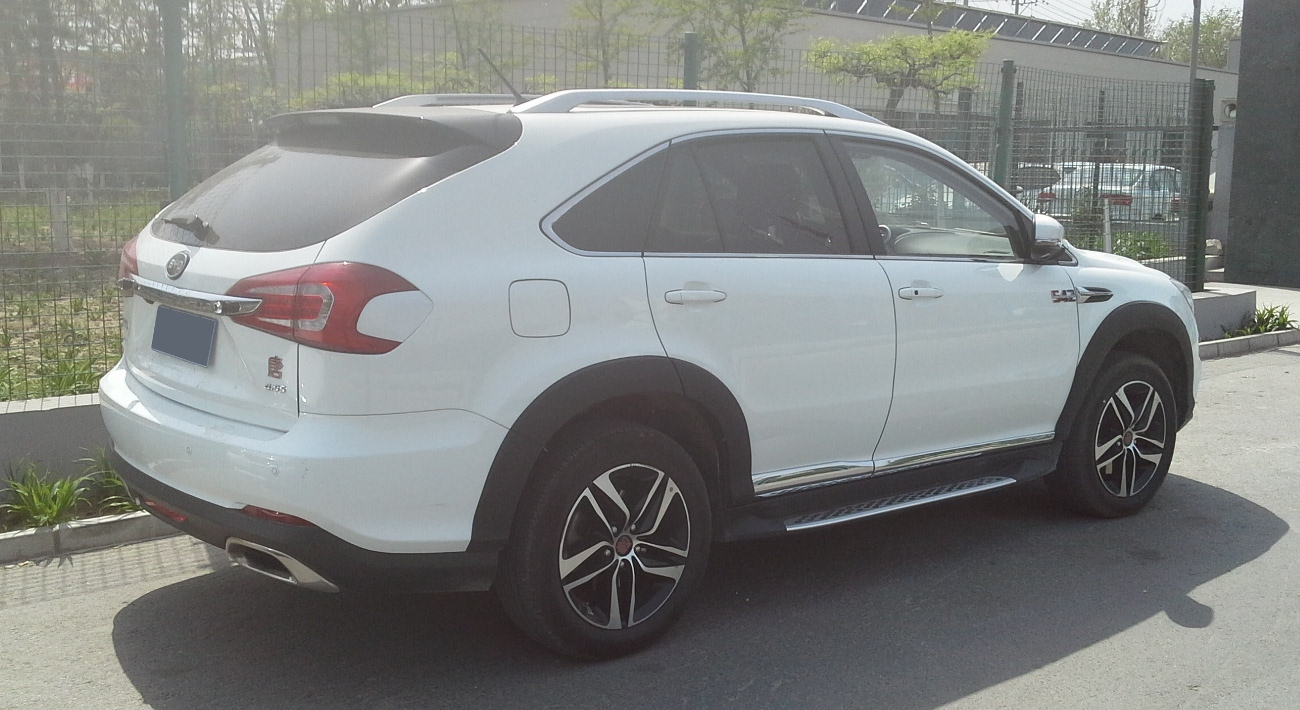